# Усть-Куют
Усть-Кую́т (рос. Усть-Куют) — селище у складі Солтонського району Алтайського краю, Росія. Входить до складу Карабінської сільської ради.

## Населення
Населення — 65 осіб (2010; 94 у 2002).
Національний склад (станом на 2002 рік):
- росіяни — 98 %